# Leonel Vielma
Leonel Vielma (Mérida, Estado Mérida, Venezuela; 30 de agosto de 1978) es un exfutbolista y entrenador venezolano que actualmente dirige a Hermanos Colmenárez de la Primera División de Venezuela.
Jugaba como defensa y su último equipo fue Estudiantes de Caracas de la Segunda División de Venezuela. Tuvo una extensa trayectoria en la que se destaca su participación con la Selección de Venezuela.

## Trayectoria

### Estudiantes de Mérida
El 30 de marzo debutó en la Copa Libertadores 1999 contra el Club Atlético Bella Vista con derrota de 5-1 entrando de la banda y disputando 67 minutos siendo expulsado en el minuto 86' por doble tarjeta amarilla.
En total en la Copa Libertadores 1999 disputó 2 partidos jugando 90 minutos recibiendo 1 tarjeta roja (doble amarilla), clasificando quedando de segundos llegando hasta los cuartos de final.
EL 4 de julio de 2000 debutó con el Estudiantes en la Copa Merconorte 2000 contra el CD El Nacional con derrota de 2-1, disputando los 90 minutos. El 2 de agosto de 2000 marcó su primer gol en la Copa Merconorte 2000 contra el Club Deportivo Guadalajara con derrota de 3-2, marcando el gol en el minuto 51' disputando los 90 minutos.
En total en la Copa Merconorte 2000 disputó 6 partidos todos de titular marcando 1 gol jugando 540 minutos recibiendo 3 amarillas, quedando de terceros.

### UA Maracaibo
El 2 de marzo de 2003 marcó su primer gol con el UA Maracaibo en la jornada 1 del torneo clausura de la Primera División de Venezuela 2002-03 contra el Deportivo Italchacao con resultado de 2-2.
En total en la Primera División de Venezuela 2002-03 marcó 2 goles 1 de penalti, quedando subcampeones.

### Deportivo Táchira
El 14 de abril de 2004 marcó su primer gol en una Copa Libertadores 2004 contra el Club Atlético River Plate con resultado de 2-2, disputando 77 minutos y marcando el gol en el minuto 69'.
En total en la Primera División de Venezuela 2003-04 no marcó gol, quedando subcampeones. En la Copa Libertadores 2004 disputó 10 partidos todos de titular marcando 2 goles jugando 869 minutos recibiendo 1 tarjeta roja (doble amarilla), llegando hasta los cuartos de final.

### Deportivo Cali
El 5 de agosto de 2004 debutó con el Deportivo Cali en la jornada 2 del Torneo Finalización 2004 contra el América de Cali con derrota de 3-0, disputando 4 minutos del segundo tiempo.
En total en el Torneo Finalización 2004 disputó 13 partidos 11 de titular jugando 961 minutos recibiendo 1 roja quedando de cuartos en la tabla y clasificando a los cuadrangulares (semifinales) donde disputó los 6 partidos todos de titular jugando 540 minutos quedando de segundos sin poder disputar la final.

### Caracas FC
El 19 de marzo de 2005 marcó su primer gol con el Caracas FC en la jornada 11 del torneo clausura de la Primera División de Venezuela 2004-05 contra el Trujillanos FC con victoria de 4-2, marcando el gol en el minuto 41'.
En total en la Primera División de Venezuela 2004-05 marcó 1 gol, quedando subcampeones. En la Copa Libertadores 2005 disputó 5 partidos todos de titular jugando 450 minutos recibiendo 1 tarjeta amarilla, quedando en cuarto lugar.

### Once Caldas
El 4 de julio se viajó para unirse al Once Caldas. Con el Once Caldas participó en la Copa de la Paz 2005 en (Corea) disputó los 3 partidos sin marcar gol.
El 30 de julio de 2005 debutó en la cuarta jornada del Torneo Finalización de Colombia contra el Independiente de Santa Fe con resultado de 0-0 disputando los 90 minutos.
El 24 de agosto de 2005 debutó en la Recopa Sudamericana 2005 contra el Boca Juniors con derrota de 3-1, disputando los 90 minutos.
En total en el Torneo Finalización 2005 disputó 5 partidos 4 de titular sin marcar goles jugando 405 minutos. En la Recopa Sudamericana 2005 disputó 1 partido sin marcar gol jugando 90 minutos.

### Italmaracaibo
El 12 de noviembre de 2005 marcó su primer gol con el Italmaracaibo en la jornada 13 del torneo apertura de la Primera División de Venezuela 2005-06 contra el Trujillanos FC dándole la victoria a su equipo 1-0 marcando el gol en el minuto 25º.
En total en la Primera División de Venezuela 2005-06 marcó 4 goles 2 de penalti, quedando novenos bajando a Segunda División.

### Caracas FC
En la Primera División de Venezuela 2006-07 quedó campeón con el Caracas FC.
En el torneo apertura de la Primera División de Venezuela 2007-08 disputó 14 partidos marcando 2 goles. En la Copa Libertadores 2007 disputó 7 partidos todos de titular marcando 1 gol jugando 630 minutos recibiendo 1 tarjeta amarilla, quedando de segundos llegando hasta los octavos de final.

### Santa Fe
El 17-12-2007 inicialmente habría llegado a un acuerdo en el Junior de Barranquilla durante 1 año hasta enero del 2009, pero aparentemente el Santa Fe ha duplicado la oferta para hacerse de los servicios de Vielma para el 2008.
En la pretemporada disputó 4 partidos.
El 2 de febrero de 2008 debutó en la primera jornada del Torneo Apertura de Colombia contra el Atlético Nacional con victoria de 1-0 disputando los 90 minutos.
Marcó su primer gol con el Santa Fe el 16 de marzo de 2008 en la octava jornada contra el Atlético Bucaramanga con victoria de 2-1 disputando los 90 minutos y marcando el gol en el minuto 30' de tiro libre (aprovechó la mala ubicación de su compatriota, el portero Javier Toyo del cuadro local e introdujo la pelota muy pegada al palo derecho del arco). El 2 de abril de 2008 recibió su primera tarjeta roja contra el Independiente Medellín suspendiendolo a 2 partidos.
En total en el Torneo Apertura 2008 disputó 15 partidos todos de titular marcando 2 goles los 2 de tiro libre jugando 1317 minutos recibiendo 9 tarjetas amarillas y 1 roja quedando de terceros en la tabla y clasificando a los cuadrangulares (semifinales) hay disputó 5 partidos todos de titular recibiendo 1 tarjeta amarilla jugando 405 minutos quedando de terceros sin poder disputar la final.
Luego de no tener continuidad en el Torneo Apertura 2009, Vielma sale de Santa Fe y regresa a Venezuela para jugar con el Caracas FC.

### El Vigía FC
El 17 de junio de 2012 se confirma el fichaje del internacional Leonel Vielma por El Vigía FC, para disputar el torneo Apertura 2012 con el club platanero, de esta manera regresa al club auriverde luego de haber militado a comienzos de su carrera en esta organización

### Estudiantes de Mérida
El 16 de julio de 2013 el jugador por mutuo acuerdo con la Directiva de El Vigía FC, rescinde su contrato en buenos términos, y es fichado por Estudiantes de Mérida FC para la temporada 2013 - 2014

### Ureña SC
El 4 de enero el merideño es anunciado como nuevo jugador del cuadro azucarero con miras a disputar como jugador activo el Torneo Apertura 2016 de la primera división del Fútbol profesional venezolano.

## Selección nacional
- Ha jugado con las categorías menores de la selección disputando el Campeonato Sudamericano sub-17, Campeonato Sudamericano sub-20.

- Debutó en la Selección de fútbol de Venezuela en un partido amistoso disputado contra Bolivia el 16 de marzo de 2000 disputado en el estadio José Encarnación "Pachencho" Romero de Maracaibo con resultado de 0-0.

- Su primer gol en la selección fue contra Haití el 20 de agosto de 2003 disputado en el Estadio Olímpico de la UCV de Caracas con victoria de 3-2, marcando el gol de penal.

- Debutó en una Copa América contra Chile el 14 de julio de 2001 disputado en el Estadio Metropolitano Roberto Meléndez de Barranquilla con derrota de 1-0, disputando 90 minutos.

- Debutó en una Eliminatoria al Mundial contra Colombia el 15 de noviembre de 2003 disputado en el Estadio Metropolitano Roberto Meléndez de Barranquilla con victoria de 1-0, entrando en el minuto 6º del primer tiempo.

- Su primer gol en una Eliminatoria al Mundial fue contra Argentina el 17 de noviembre de 2004 disputado en el Estadio Monumental Antonio Vespucio Liberti de Buenos Aires con derrota de 3-2, disputando 20 minutos y marcando el gol en el minuto 72' de tiro libre.
- Lleva 3 goles con la Vinotinto 1 en Eliminatorias al Mundial contra Argentina de tiro libre y 2 en Amistosos contra Haití de penalti y Honduras de tiro libre.

### Preolímpico Sudamericano sub-23
| Preolímpico sub-23 | Sede   | Resultado    | PJ | Goles |
| ------------------ | ------ | ------------ | -- | ----- |
| Preolímpico 2000   | Brasil | Primera fase | 4  | 1     |

- Disputó los 4 partidos todos de titular contra Colombia, Chile, Brasil y Ecuador jugando 360 minutos recibiendo 1 tarjeta amarilla y marcando 1 gol a Colombia.

### Vielma en la Vinotinto
| Detalle                  | Juegos | Goles |
| ------------------------ | ------ | ----- |
| Copa América             | 4      | 0     |
| Eliminatorias al Mundial | 14     | 1     |
| Amistosos                | 40     | 3     |
| Total                    | 58     | 4     |

Último Partido: Venezuela - Perú (6 Jun 2008)

### Participaciones en Copa América
| Copa América      | Sede      | Resultado    | PJ | Goles |
| ----------------- | --------- | ------------ | -- | ----- |
| Copa América 2001 | Colombia  | Primera fase | 2  | 0     |
| Copa América 2004 | Perú      | Primera fase | 1  | 0     |
| Copa América 2007 | Venezuela | Cuartos      | 1  | 0     |

- En la Copa América del 2001 participó en 2 partidos Venezuela 0-1 Chile y Venezuela 0-4 Ecuador disputando 180 minutos.

- En la Copa América del 2004 participó en 1 partido Venezuela 1-1 Bolivia disputando 16 minutos.

- En la Copa América del 2007 participó en 1 partido Venezuela 2-2 Bolivia disputando 17 minutos del segundo tiempo.

### Participaciones en Eliminatorias al Mundial
| Eliminatorias    | Resultado | PJ | Goles |
| ---------------- | --------- | -- | ----- |
| Eli.Mundial 2006 | 8.º Lugar | 8  | 1     |
| Eli.Mundial 2010 | 8.º lugar | 6  | 0     |

## Entrenador
Tras haberse desempeñado en las divisiones menores y como entrenador asistente, Leonel Vielma asumió en octubre de 2020 el cargo de entrenador principal del club venezolano Mineros de Guayana.  A pesar de los problemas económicos, logró que su equipo clasificara a la edición 2021 de la Copa Sudamericana.
En enero de 2021 firmó un contrato por tres años para dirigir al club Estudiantes de Mérida, con el club andino consigue la clasificación a la Copa Sudamericana 2022. Tras dos jornadas con un flojo arranque en la temporada 2022 es cesado de la dirección técnica. Ese mismo año asume la dirección técnica del Aragua FC, equipo que dirigió hasta el final de la temporada consumando su descenso a Segunda División.
En marzo de 2023 asume como entrenador del club Hermanos Colmenárez.

## Clubes
| Club                     | País      | Año         |
| ------------------------ | --------- | ----------- |
| Estudiantes de Mérida    | Venezuela | 1999 - 2002 |
| Unión Atlético Maracaibo | Venezuela | 2002 - 2003 |
| Deportivo Táchira        | Venezuela | 2003 - 2004 |
| Deportivo Cali           | Colombia  | 2004        |
| Caracas FC               | Venezuela | 2004 - 2005 |
| Once Caldas              | Colombia  | 2005        |
| CD Italmaracaibo         | Venezuela | 2005 - 2006 |
| Caracas FC               | Venezuela | 2006 - 2007 |
| Santa Fe                 | Colombia  | 2008 - 2009 |
| Caracas FC               | Venezuela | 2009        |
| Estudiantes de Mérida    | Venezuela | 2010        |
| ACD Lara                 | Venezuela | 2011        |
| Estudiantes de Mérida    | Venezuela | 2011-2012   |
| El Vigía FC              | Venezuela | 2012 - 2013 |
| Estudiantes de Mérida    | Venezuela | 2013 - 2014 |
| Atlético Socopó          | Venezuela | 2015        |
| Ureña Sport Club         | Venezuela | 2016        |
| Estudiantes de Mérida    | Venezuela | 2016        |
| El Vigía FC              | Venezuela | 2017        |
| Estudiantes de Caracas   | Venezuela | 2017        |

### Competiciones
| Competición         | PJ | Goles |
| ------------------- | -- | ----- |
| Liga Venezolana     |    | 12    |
| Liga Colombiana     | 50 | 2     |
| Copa Merconorte     | 6  | 1     |
| Recopa Sudamericana | 1  | 0     |
| Copa Libertadores   | 24 | 3     |
| Selección Venezuela | 58 | 4     |

## Palmarés

### Campeonatos nacionales
| Título          | Club       | País      | Año       |
| --------------- | ---------- | --------- | --------- |
| Liga venezolana | Caracas FC | Venezuela | 2006-2007 |